# Curve Theatre

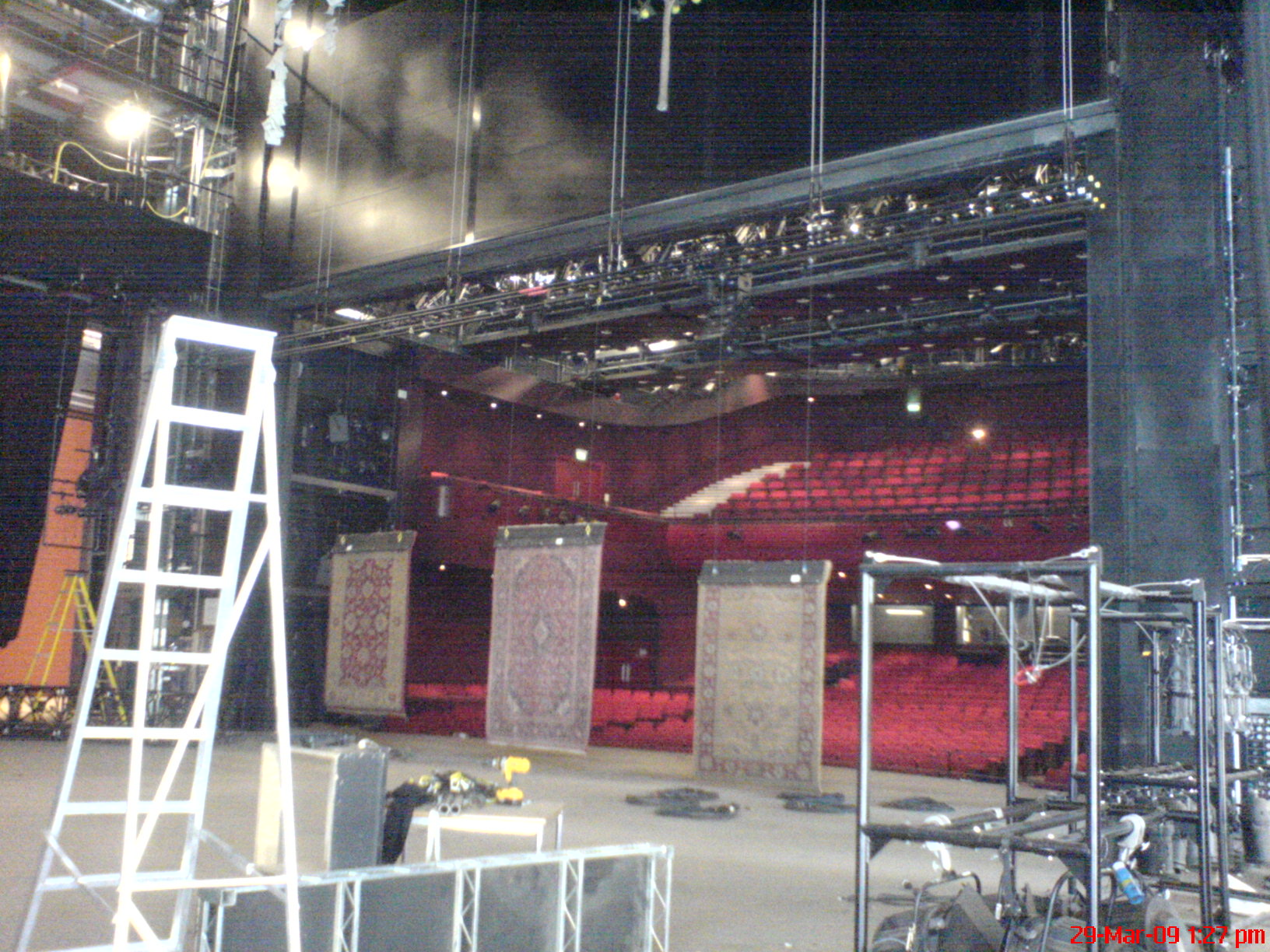
Wnętrze teatru. Widok od zaplecza sceny

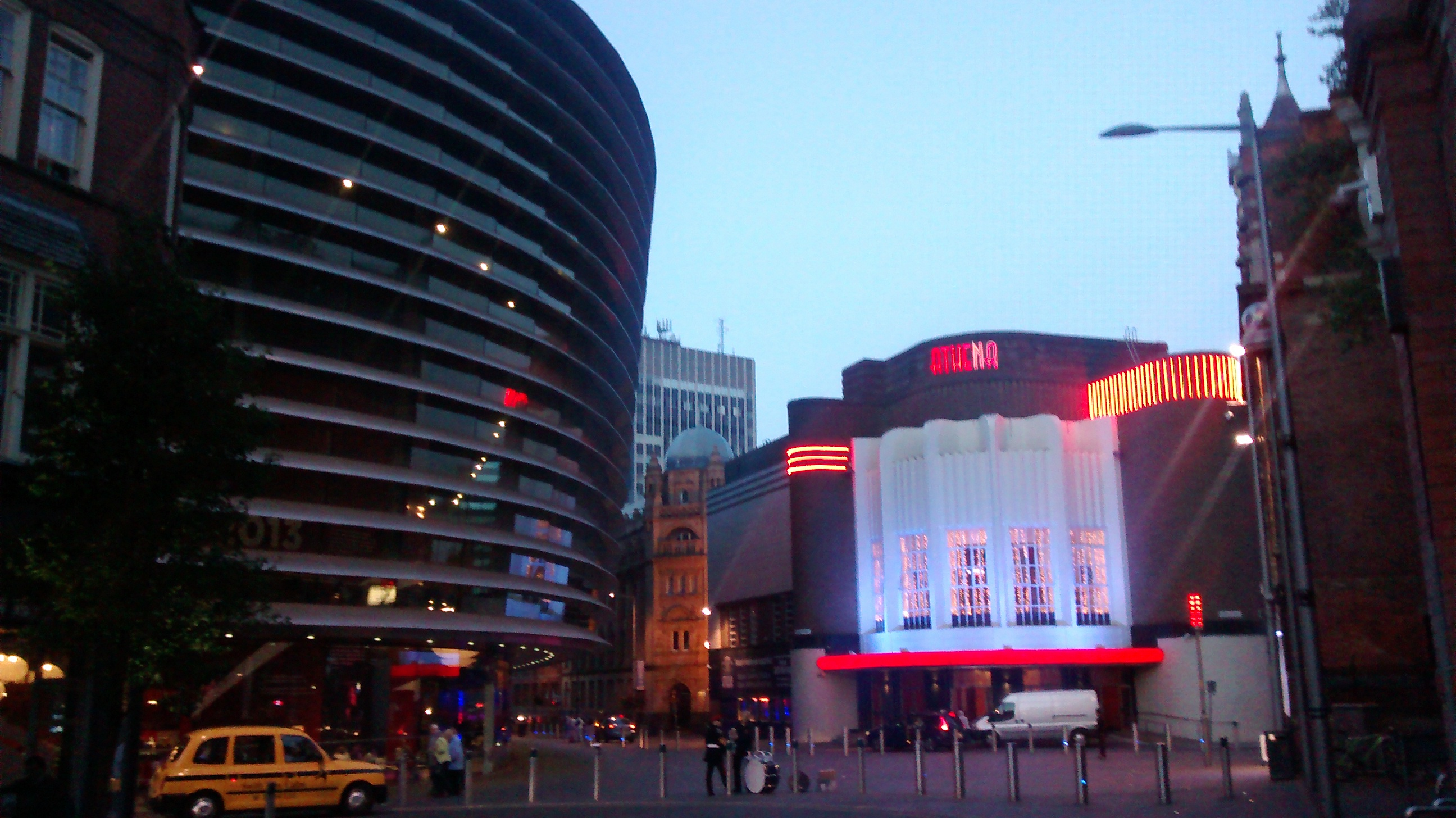
Teatr Curve

Curve Teatr - (ang. Curve Theatre), teatr w mieście Leicester w Wielkiej Brytanii otwarty 11 listopada 2008 r.
Teatr zbudowany przez Radę Miasta współfinansowany ze środków Unii Europejskiej.
Teatr posiada dwa audytoria, jeden na 750 miejsc, drugi na 350 miejsc.
Pierwszym spektaklem, który się odbył 4 grudnia 2008 r. było przedstawienie widowiskowe "Kopciuszek", które trwało do 24 stycznia 2009 r.
Przy otwarciu teatru brała udział Królowa Elżbieta II.
Teatr znajduje się w centrum miasta Leicester przy ul. Rutland Street.
Wcześniejszym głównym teatrem był Haymarket Teatr otworzony w 1973 r. zamknięty w 2007 r.
Architektem teatru jest Rafael Viñoly.